# Afrodite

Venus födelse (1484) av Sandro Botticelli. Botticelli var italienare och använde därför Afrodites latinska namn, Venus. Målningen föreställer Afrodite som förs av vindar mot stranden och tas emot av en av nymf (våren) som står beredd att klä henne.

Afrodite (grekiska: Ἀφροδίτη) är kärlekens och fruktbarhetens gudinna inom den grekiska mytologin. Hon motsvaras av Venus i romersk mytologi. Hon representerade kärlekens sensuella sida, i motsats till sin son Eros, som förknippas med den äktenskapliga och trogna kärleken. 
Afrodite var även skönhetens och familjelivets gudinna och dyrkades av sjömännen som havets härskarinna. Hon var enligt en myt dotter till Zeus och Dione. Enligt en annan myt uppstod Afrodite ur havets skum, sedan himmelsguden Uranos kastrerats av sin son Kronos och Uranos penis kastats i havet.
En berömd grekisk Afroditeskulptur är Venus från Milo (Venus Milo) från 100-talet f.Kr. som finns i Louvren i Paris. En annan berömd staty av Afrodite är Praxiteles Afrodite från Knidos.

## Personlighet

### Bakgrund
Det finns två myter om hur Afrodite kom till. Den ena, som återges av Homeros, är att hon är dotter till Zeus och gudinnan Dione. Den andra, denna enligt Hesiodos, är att hon föds ur det skum som bildas då Kronos kastar Uranos avhuggna kön i havet. Att hon föds ur havet har gjort att hon kallats ”den uppstigande”, ”den ur havet uppdykande” och ”den böljeskumsborne”. Hesiodos förklarar hennes namn som "stigen ur skum". Från havet blåser vindguden Zefyros henne på ett musselskal till Cypern, och ibland kallas hon även för Kypris. På Cypern hade hon betydelsefulla kultplatser och hennes kult hade stor spridning.
Efter landstigningen ska hon enligt Hesiodos ha förts upp till Olympen, där Zeus försöker förföra henne men misslyckas. Som straff för att han inte får komma henne nära ser han till att hon måste gifta sig med den fule och halte smidesguden Hefaistos. Hon har flera älskare, däribland guden Ares. Ibland nämns Ares som hennes man och tillsammans fick de barnen Harmonia, Deimos, Phobos och Eros. Hon har även en annan son som heter Aeneas, som hon fick med en dödlig man, Anchises, och enligt Vergilius blev Aeneas romarnas stamfader.

### Roll i trojanska kriget
Afrodite var ansvarig för det trojanska krigets utbrott. Gudinnan Eris ger Paris ett äpple som han ska ge till den vackraste av Afrodite, Hera och Athena. Afrodite mutar Paris med att lova honom sköna Helenas kärlek om han utser henne till den vackraste. Paris ger henne äpplet, rövar bort Helena från hennes man och det blir orsaken till det trojanska kriget.

### Uppvaktning
Afrodite uppvaktas av ett större antal underordnade gudar som representerar olika sidor av kärlekens väsen, bland annat behagets gudinnor, övertalningens gudinnor och kärleksguden Eros (hennes son).

## Kulten

### Ursprung
Afrodite kan ha sitt ursprung i den orientaliska mytologin och gudinnorna Ishtar och Astarte. Vissa menar att namnet Afrodite är en ombildning av Astarte, men troligtvis bygger hennes namn på ἀφρός, aphrós, som betyder skum. Afrodite förknippas också naturgudinnan Kybele, båda har framställts i spetsen på en skara vilda djur. Våren är hennes årstid och hennes symboler är blommor och frukter. Hennes favoritfågel är duvan och det ska ha varit två duvor som drog hennes vagn. Ibland sägs det också att hon red på en svan.

### Symbolik och betydelse
Kärleken var inte Afrodites enda ansvarsområde utan på många platser var hon även sjömännen och sjöfartens gudinna. Hon kallades då för Afrodite Euploia som betyder ”Afrodite av den lyckade seglatsen”. Andra som Afrodite beskyddade var militärer och ämbetsmän. Afrodite fick epitetet Acidalia efter källan i Boeotia i vilken hon badade.

## Familj
Mor: Dione eller moderlös
Far: Zeus (i andra versioner Uranos), eller faderlös
Älskare: Anchises, Ares, Hermes, Dionysos och Adonis
Make: Hefaistos
Barn: (Fadern inom parentes)
Aeneas, (Anchises)
Hermafroditos, (Hermes)
Deimos, Phobos, Harmonia, (Ares)
Eros, (Hermes eller Ares)
Anteros, (Ares)
Priapos, (Dionysos)
Beroe, (Adonis)

## Eftermäle
Aphrodite Terra på planeten Venus och asteroiden 1388 Aphrodite är uppkallade efter henne.

## Galleri

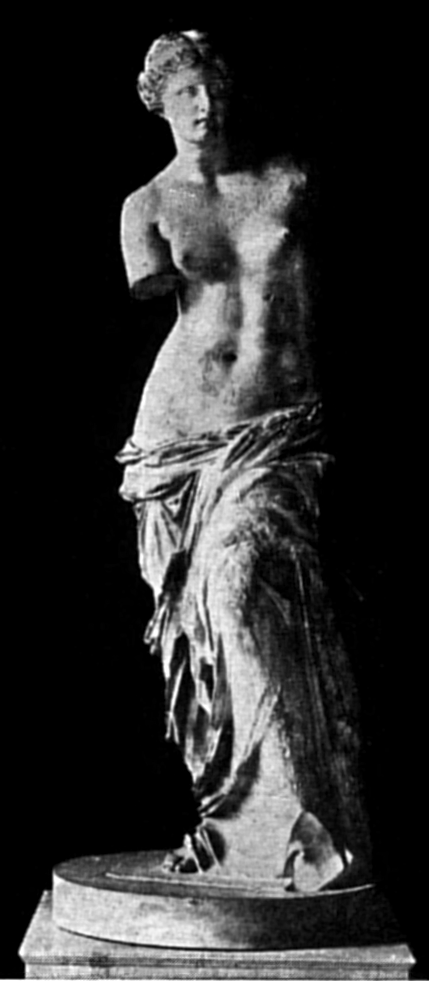
Afrodite (Venus) från Milo, Louvren.
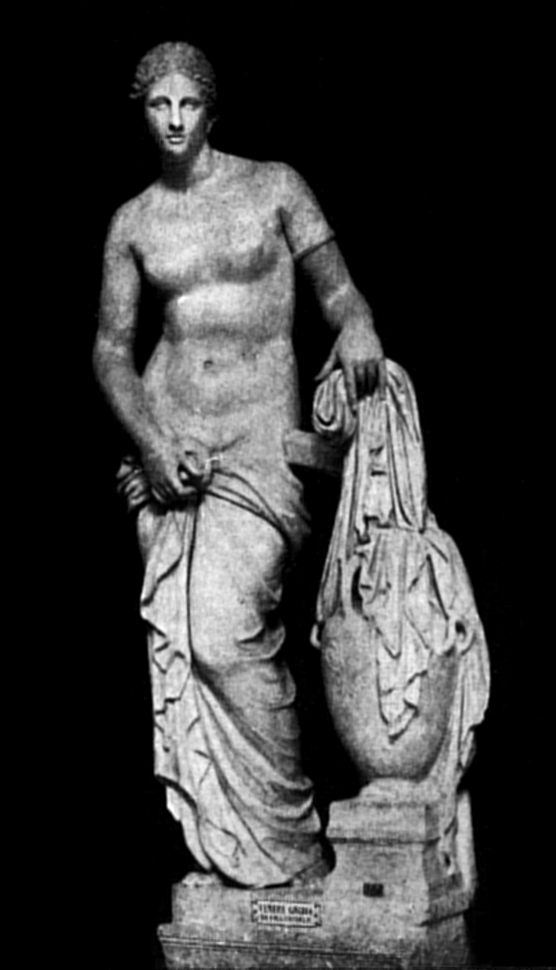
Afrodite från Knidos.